# 1095 Tulipa
1095 Tulipa è un asteroide della fascia principale del diametro medio di circa 31,52 km. Scoperto nel 1926, presenta un'orbita caratterizzata da un semiasse maggiore pari a 3,0236143 UA e da un'eccentricità di 0,0255922, inclinata di 10,01755° rispetto all'eclittica.
Il suo nome fa riferimento alle piante del genere Tulipa, comunemente note come tulipani.